# Ahmed Al Tarabilsi
Ahmad Khodr Al Tarabulsi (arabe : أحمد الطرابلسي) (né le 22 mars 1947 à Beyrouth au Liban) est un footballeur international koweïtien d'origine libanaise, qui évoluait au poste de gardien de but، il est aussi récitateur du Coran.

## Biographie

### Carrière en sélection
Avec l'équipe du Koweït, il joue entre 1975 et 1983. 
Il figure dans le groupe des sélectionnés lors de la coupe du monde de 1982. Lors du mondial, il joue trois matchs : contre la Tchécoslovaquie, la France et enfin l'Angleterre.
Il participe également aux JO de 1980, où son équipe atteint le stade des quarts de finale.